# Guinnessova kniha rekordů
Guinnessovy světové rekordy (před rokem 2000 Guinnessova kniha rekordů a ještě dříve v americké edici Guinnessova kniha světových rekordů) je encyklopedie, která se snaží zaznamenávat a kategorizovat světové rekordy z oblasti lidské činnosti i přírody. Každý rok je vydávána nová edice. Vydavatelem je společnost Guinness World Records Limited se sídlem v Londýně. 

## Historie
Desátého listopadu 1951 byl sir Hugh Beaver, který byl v té době generálním ředitelem pivovaru Guinness, na setkání myslivců ve Wexfordské zátoce u řeky Slaney v Irsku. Během večírku se dostal do sporu o tom, které lovné ptactvo je nejrychlejší v Evropě. Jestli je to kulík zlatý nebo koroptev.[zdroj?] Ten večer v Castlebridge Beaver dospěl k názoru, že neexistuje spolehlivý zdroj, který by dovedl rozsoudit podobné spory o rekordy. Nápad na sepsání takové encyklopedie rekordů byl uskutečněn poté co mu Christopher Chataway, zaměstnanec pivovaru Guinness, doporučil dva studenty, dvojčata Norrise a Rosse McWhirterovy, kteří v té době provozovali v Londýně informační agenturu. Bratři McWhirterovi dostali pověření shromáždit informace pro první Guinnessovu knihu rekordů, která byla vydána v srpnu 1955 v nákladu tisíc výtisků.[zdroj?]
V roce 2011 byl držitelem největšího počtu zaznamenaných rekordů český kouzelník Zdeněk Bradáč.